# Peito-celeste-de-face-carmesim
O peito-celeste-de-faces-carmim (Uraeginthus bengalus) é uma ave da família Estrildidae comum na África sub-sariana tropical. Distingue-se do peito-celeste comum por ter manchas vermelhas nas faces, que caracterizam o macho dessa espécie.